# Aquil·li Sever
Aquil·li Sever (Aquillius Severus) fou un escriptor i poeta hispanoromà del grup considerat dels poetas minores.
Va viure en temps de l'emperador Valentinià i va escriure una obra, en part en prosa i en part en vers, esmentada per Jerònim als seus De Viris Illustribus, que la descriu com: "volumen, quasi Ὁδοιπορικόν, totius suae vitae statum continens, tam prosa, quam versibus, quod vocavit καταστροφὴν, sive Πεῖραν"